# 오미시마정
오미시마정(大三島町)은 에히메현 도요지방에 있던 정이다.

## 역사
- 1889년 12월 15일 - 정촌제 시행에 수반해 오치군 가가미촌 미야우라촌, 오카야마촌이 성립하였다.
- 1955년 3월 31일 - 가가미촌, 미야우라촌과 합병, 정으로 승격해 오미시마정이 되었다.
- 2005년 1월 16일 - 이마바리시, 오치군 아사쿠라촌, 나미카타정, 오니시정, 기쿠마정, 요시우미정, 미야쿠보정, 하카타정, 가미우라정, 다마가와정, 세키젠촌이 합병해 새로운 이마바리시가 되어 오미시마정은 소멸하였다.

## 교통

### 도로
- 에히메현도 제21호선
- 에히메현도 제51호선